# Gérard Legrand
Pour les articles homonymes, voir Legrand.
Gérard Legrand, né à Paris en 1927 et mort en 1999, est un poète surréaliste, philosophe, essayiste et critique de cinéma français.

## Biographie
En décembre 1948, Gérard Legrand rencontre André Breton dont il devient l'un des plus proches collaborateurs. Avec ce dernier, il signe L'Art magique, publié en 1957. En 1960, il présente le recueil Poésie et autres de Breton. Il dirige la revue Bief de 1958 à 1960.
Il figure parmi les signataires du Manifeste des 121, titré « Déclaration sur le droit à l’insoumission dans la guerre d'Algérie » et publié en septembre 1960.
Son active participation à toutes les entreprises du groupe, jusqu'en 1969, le situe parmi ceux qui ont contribué à étendre l'audience du surréalisme. Après la dissolution du groupe, il collabore à la revue Coupure et participe aux activités du groupe Maintenant.
Il a collaboré à la revue de cinéma Positif à partir de 1962 et enseigné à La Fémis.

## Publications
- Des pierres de mouvance, poèmes, Éditions surréalistes, 1953
- Poésies de Lautréamont, première édition présentée avec Georges Goldfayn, Le Terrain Vague, 1960
- Gauguin, Bordas, 1966
- Marche du lierre, Éric Losfeld, 1969
- Pour connaître la pensée des présocratiques, Bordas, 1970
- Préface au système de l'éternité, essai philosophique, Éric Losfeld, 1971
- Le Retour du printemps, poèmes, 1951-1972[3] ; rééd. Le Soleil Noir, 1974
- Sur Œdipe (anatomie de la mythologie), Le Terrain Vague, 1972
- Dictionnaire de philosophie, Bordas, 1973
- Siècles ciselés, Éditions Maintenant, 1973
- Giorgio de Chirico, Filipacchi, 1975
- Chacun pour soi et le diable pour quelques-uns, Éditions Maintenant, 1975
- André Breton en son temps, Le Soleil Noir, 1976
- Dossier André Breton, Belfond, 1977
- La Redoute aux oiseaux, poèmes, 1977[3]
- Cinémanie, Stock, 1979
- Les yeux dans les yeux, frontispice de Gilles Ghez, Paris, Ellébore, 1979
- M le Maudit, Calmann-Lévy, 1990
- Paolo et Vittorio Taviani, Cahiers du cinéma, 1990
- Vocabulaire de la philosophie, Bordas, 1993
- L’Âge de Varech, 1994
- Lung' Arno, L'Oie de Cravan, 1999
- L'Art romantique, Larousse, 1999
- L'Art de la Renaissance, Larousse, 1999